# Ayda Ignez Arruda
Ayda Ignez Arruda (Lages, 27 de junho de 1936 – Campinas, 13 de outubro de 1983) foi uma matemática brasileira de renome internacional. Foi a primeira pesquisadora a formalizar as idéias de Nicolai A. Vasiliev, obtendo como resultado as lógicas paraconsistentes. 

## Biografia
Ayda nasceu em Lages, filha de Lourenço Waltrick Arruda e Izabel Pereira do Amarante. 
Ingressando no curso de Matemática da Faculdade de Filosofia da Universidade Católica do Paraná, formou-se em licenciatura e bacharelado em 1958 e 1959, inciando carreira acadêmica logo em seguida na Universidade Federal do Paraná, como professora de Análise Matemática e Superior. Sob a orientação do professor Newton C. A. da Costa, na Universidade Federal do Paraná, em 1966, defendeu sua tese chamada "Considerações sobre os Sistemas Formais NFn".

## Carreira
Seu trabalho a manteve em contato com diversos matemáticos brasileiros e do exterior, como Marcel Guillaume, Andrés Raggio e Antonio Monteiro. Em 1968, mudou-se para Campinas, onde assumiu cargo de professora titular da área de lógica e fundamentos da matemática, no Instituto de Matemática, Estatística e Ciência da Computação (IMECC) da Universidade Estadual de Campinas (Unicamp). 
Organizou diversos eventos e simpósios matemáticos e de lógica matemática, como  o Simpósio de Lógica Matemática de 1975, na Unicamp, tendo como principal conferencista o matemático polonês Alfred Tarski. Sua pesquisa consiste em sistemas não-clássicos de lógicas paraconsistentes, utilizando  ideias de Nicolai A. Vasiliev. Os trabalhos de Ayda são hoje referência para uma geração de matemáticos e especialistas em lógica. Foi professora visitante e palestrante em diversas universidades, tanto do Brasil quanto do exterior. 
Orientou vários alunos de mestrado e foi membro de bancas organizadoras e comitês julgadores. Participou de diversas bancas julgadoras de doutorado, incluindo as dos professores Antonio Mário Antunes Sette, Itala Maria Loffredo D'Ottaviano e Elias Humberto Alves; foi membro fundador do Centro de Lógica, Epistemologia e História da Ciência da Unicamp e da Sociedade Brasileira de Lógica, da qual foi vice-presidente e presidente.

## Morte
Em 16 de abril de 1980, assumiu a direção do IMECC, da Unicamp, último cargo que assumiu até sua morte prematura em 13 de outubro de 1983.